# Anthony Bellaiche
Anthony Bellaiche (ur. 15 maja 1987) – francuski szachista, mistrz międzynarodowy od 2003 roku.

## Kariera szachowa
Wielokrotnie reprezentował Francję na mistrzostwach świata i Europy w różnych kategoriach wiekowych, największy sukces odnosząc w 2003 r. w Kallithei, gdzie zdobył tytuł wicemistrza świata juniorów do 16 lat. W 2003 r. podzielił również I m. (wspólnie z Sébastienem Mazé i Józsefem Horváthem) w kołowym turnieju NAO w Paryżu. W 2004 r. podzielił III m. (za Josifem Dorfmanem i Arkadijem Rotsteinem, wspólnie z Sébastienem Mazé i Igorem Jefimowem) w Monako. Kolejny sukces odniósł w 2010 r. w otwartym turnieju w Winterthurze, dzieląc I m. wspólnie z Milosem Perunoviciem.
Najwyższy ranking w dotychczasowej karierze osiągnął 1 lipca 2012 r., z wynikiem 2500 punktów zajmował wówczas 29. miejsce wśród francuskich szachistów.